# 1851 Lacroute
1851 Lacroute (1950 VA) là một tiểu hành tinh vành đai chính được phát hiện ngày November 9, 1950 bởi L. Boyer ở Algiers.